# Lobbes
Lobbes [lɔb] (dt. Laubach) ist eine Gemeinde in der Provinz Hennegau im wallonischen Teil Belgiens. Sie liegt am Fluss Sambre.
Die Gemeinde besteht aus den Ortschaften Lobbes, Bienne-lez-Happart, Mont-Saint-Geneviève und Sars-la-Buissière.

## Geschichte
Der Ort entstand um die berühmte Abtei Lobbes, ein in den Jahren 650–654 vom Hl. Landelin von Crespin gegründetes Benediktinerkloster, von dem heute nur noch Ruinen geblieben sind.
870 erscheint das berühmte Kloster im Vertrag von Meerssen; es soll zukünftig zum neuen Reich Karls des Kahlen gehören (Regesta Imperii I., Nr. 1480). 908 bestätigt Ludwig das Kind dem Bischof von Lüttich (Liège) den Besitz der Abtei (Regesta Imperii I., Nr. 2048).
Der Ort wurde auch bekannt durch die Schlacht zwischen Franzosen und Österreichern am 24. Mai 1794.

## Verkehr

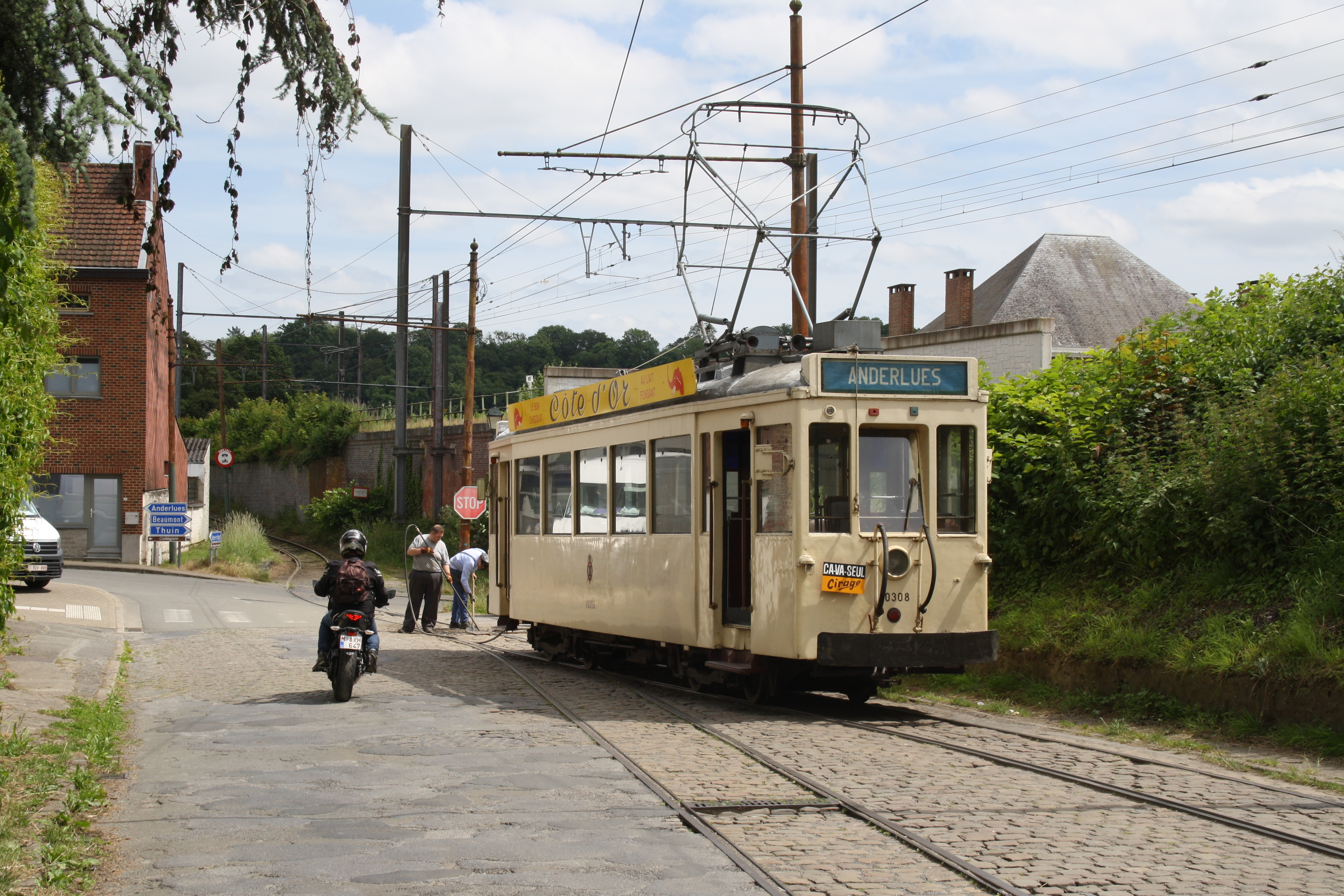
Historischer Straßenbahntriebwagen der Museumsbahn in der Rue de l’Abbaye

Lobbes hat einen Bahnhof an der Eisenbahnstrecke Charleroi–Erquelinnes, die vor dem Einsatz des Thalys Teil der Hauptstrecke zwischen Paris und Norddeutschland war. Er wird von Zügen der Linie S63 der S-Bahn Charleroi bedient.
Die Straßenbahn von Anderlues über Lobbes nach Thuin wurde 1983 eingestellt. Auf dem Abschnitt Lobbes–Thuin richtete das Straßenbahnmuseum Thuin einen touristischen Verkehr mit historischen Fahrzeugen ein.

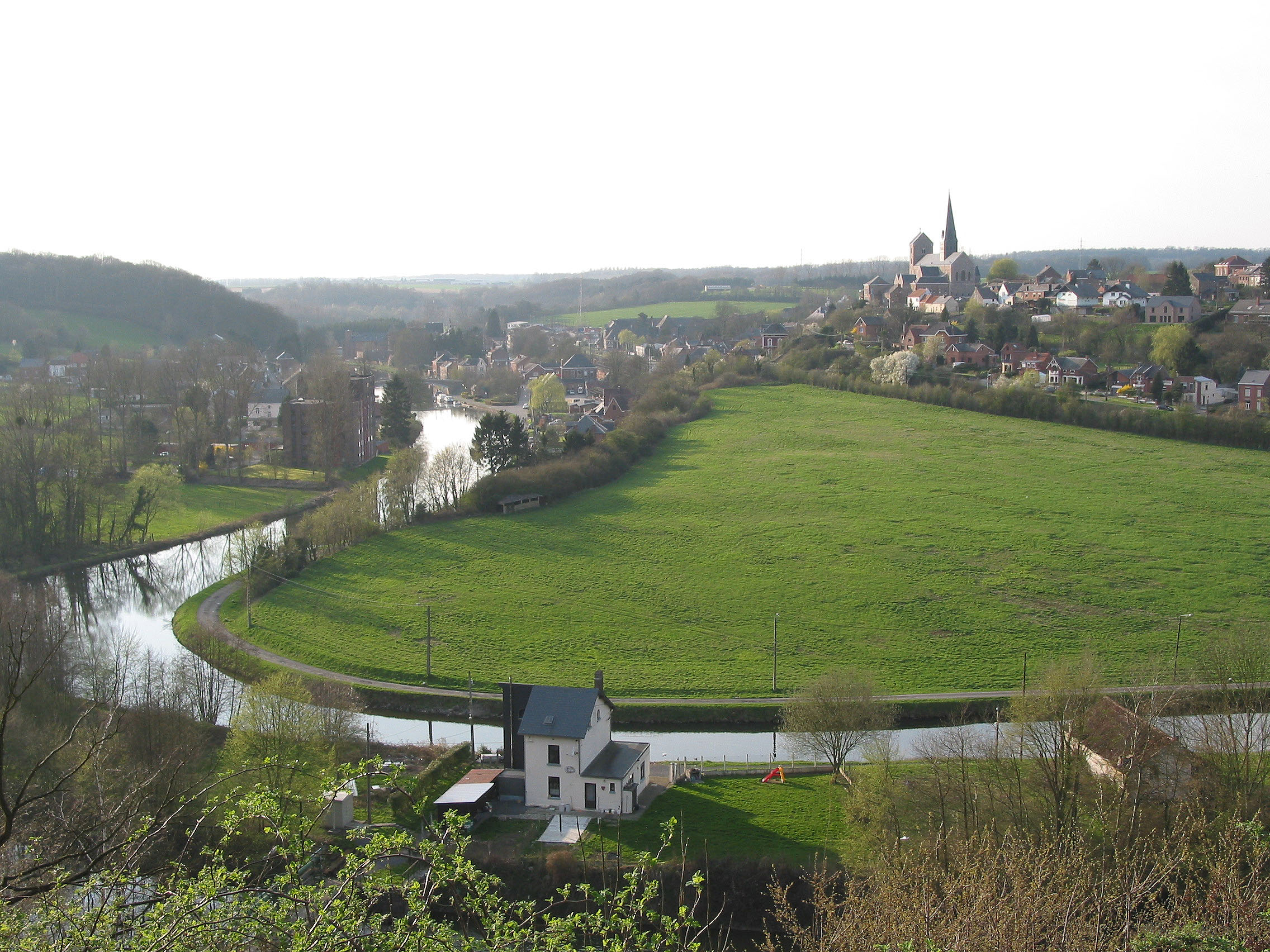
Die Sambre und die Altstadt von Lobbes mit der Kirche Collégiale Saint-Ursmer

## Sehenswert
Interessant ist das ganzjährig geöffnete Honig- und Bienen-Museum, wo jeden Sonntag "Tag der offenen Tür" mit Honiggewinnung und Verkostung ist.

## Söhne und Töchter der Gemeinde
- Alfred Wotquenne (1867–1939), belgischer Bibliothekar und Musikwissenschaftler
- Romain Zingle (* 1987), belgischer Radrennfahrer